# SC Americano (São Paulo)
SC Americano was een Braziliaanse voetbalclub uit de stad Santos in de staat São Paulo.

## Geschiedenis
De club werd opgericht in 1903 door oud-leden van de club CA Internacional. In 1907 debuteerde Americano samen met Internacional als eerste club van buiten de stad São Paulo in de Campeonato Paulista. In het eerste seizoen eindigde de club samen met Paulistano op de tweede plaats.
Santos en São Paulo worden gescheiden door de Serra do Mar, een grote bergketen. Door de hoge reiskosten besloot de club in 1911 naar São Paulo te verhuizen. In 1912 en 1913 werd de club kampioen. Daarna nam de club twee jaar niet deel aan de competitie en keerde terug in 1916, maar werd na dat seizoen ontbonden.

## Erelijst
Campeonato Paulista
1912, 1913